# Турганбаев, Рымбек
Рымбек Турганбаев — советский хозяйственный, государственный и политический деятель.

## Биография
Родился в 1925 году в ауле № 7. Член КПСС.
Участник Великой Отечественной войны. С 1946 года — на хозяйственной, общественной и политической работе. В 1946—1995 гг. — железнодорожник, секретарь парткома эксплуатационного факультета, дежурный по путям, дежурный по станции, маневровый диспетчер, поездной диспетчер, старший помощник начальника станции, заместитель начальника, начальник ж.д. станции Алма-Ата-1, заместитель начальника Алма-Атинского отделения железной дороги, заместитель начальника службы движения Казахской железной дороги, начальник Кызылординского отделения Казахской ж.д., председатель профсоюза железнодорожников Казахской железной дороги., первый заместитель начальника Алма-Атинской железной дороги, начальник Алма-Атинского отделения Алма-Атинской железной дороги, начальник Западно-Казахстанской железной дороги, член консультативного совета при президенте АО "НК «Казахстан темир жолы».
Избирался депутатом Верховного Совета Казахской ССР 10-11-го созывов.